# Hoatzin (familie)
Hoatzin (Opisthocomidae) zijn een familie van vogels uit de orde Opisthocomiformes. De familie telt één soort.

## Taxonomie
- Geslacht Opisthocomus
  - Opisthocomus hoazin (hoatzin)